# 349P/Lemmon
349P/Lemmon, komet Enckeove vrste